# 高美大橋
高美大橋是台灣南部一座橋樑，橫跨荖濃溪，連接高雄、屏東兩市縣的大橋。橋名取自當地地名高樹與美濃之開頭「高」、「美」兩字。高美大橋經歷過多次風災而封閉，但均未造成永久性的毀壞。因經常有大量砂石車行駛經過，並歷經八八水災、2010年甲仙地震而須改建。新高美大橋將由雙向2車道拓寬為雙向4車道，增加行車安全性與暢通交通流量，已於2012年12月21日完工並階段性開放通車。

## 事件
- 八八水災：2009年8月8日，受到莫拉克颱風影響，造成荖濃溪水暴漲，使其橋墩受損而封鎖，同年8月21日搶通，全線開放通車。
- 2010年甲仙地震：地處鄰近中央山脈，2010年3月4日遭到地震襲擊，雖與震央距離不遠，僅造成橋墩下陷15公分落差。

## 新橋
- 新橋位於舊橋下游側，採懸臂工法施工加大跨距，減小水流衝擊，全長三千公尺，橋梁長二二一五公尺，美濃端引道長四七一公尺，高樹端引道長三一四公尺，橋梁全寬十六公尺，雙向各配置一線快車道及一線混合車道，於2012年12月21日下午三時採取階段性改道至新橋通行。